# 미크로탐니온과
미크로탐니온과(Microthamniaceae)는 트레보욱시아강에 속하는 녹조류과의 하나이다. 미크로탐니온과(Microthamniales)의 유일한 과이다.

## 하위 속
- 푸소클로리스속 (Fusochloris) Floyd, Watanabe & Deason
- 미크로탐니온속 (Microthamnion) Nägeli